# Puig de la Bastida
El Puig de la Bastida és una muntanya de 1.239 metres que es troba al municipi de la Vall d'en Bas, a la comarca catalana de la Garrotxa.